# Brachycephalus izecksohni
Espèce
Statut de conservation UICN

 DD  : Données insuffisantes
Brachycephalus izecksohni est une espèce d'amphibiens de la famille des Brachycephalidae.

## Répartition
Cette espèce est endémique du Paraná au Brésil. Elle se rencontre à 1 300 m d'altitude sur le pico Torre da Prata entre les municipalités de Guaratuba et de Paranaguá.

## Description
Les mâles mesurent de 10,3 à 12,1 mm et les femelles de 12,5 à 13,1 mm.

## Étymologie
Cette espèce est nommée en l'honneur d'Eugenio Izecksohn.

## Publication originale
- Ribeiro, Alves, Haddad & Reis, 2005 : Two new species of Brachycephalus Guenther, 1858 from the state of Parana, southern Brazil (Amphibia, Anura, Brachycephalidae). Boletim do Museu Nacional, Nova Série, Zoologia, vol. 519, p. 1-18 (texte intégral).